# マリューク

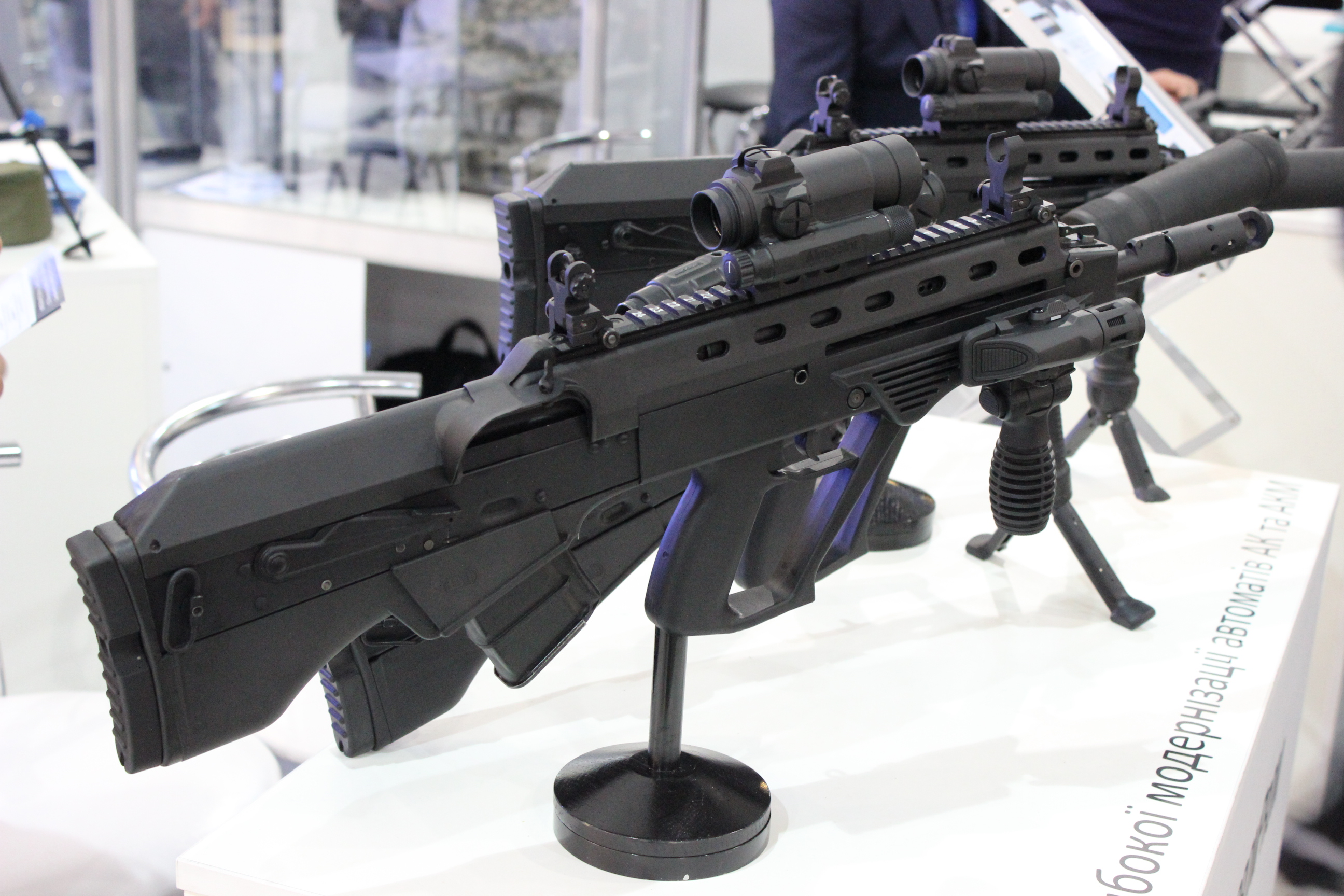
マリューク

マリューク（ウクライナ語: Малюк）(ラテン文字表記 Malyuk)とは、ウクライナで製造されるブルパップ方式のアサルトライフルである。
“Малюк”は、ウクライナ語で赤子を意味する単語である。

## 概要
Veprの改良モデルであり、AK-74のブルパップ仕様である。
作動方式もAK-74そのままで、ガス･オペレーション/ロングストローク･ピストンヘッド/ロテイティングボルト･システム（長ガス･ピストン方式）となっている。
Veprとの主な変更点としてはボディ部分をプラスチックで成型していることであり、レシーバー上部にはピカティニーレールを備えている。
主な使用弾は5.45x39mm弾だが、7.62x39mm弾や5.56x45mm NATO弾といった実包にも対応している。
ウクライナ軍に「バルカン（ウクライナ語: Вулкан）特殊小銃」として正式採用された他、2022年ロシアのウクライナ侵攻にてロシアのスペツナズが偽装工作時に鹵獲品を運用していた。